# Pedaria
Pedaria är ett släkte av skalbaggar. Pedaria ingår i familjen bladhorningar.

## Dottertaxa tillPedaria, i alfabetisk ordning[1]
- Pedaria aethiopica
- Pedaria alternans
- Pedaria angolana
- Pedaria antoinei
- Pedaria armata
- Pedaria aspersa
- Pedaria barrei
- Pedaria biseria
- Pedaria brancoi
- Pedaria cambeforti
- Pedaria catherinae
- Pedaria conformis
- Pedaria coprinarum
- Pedaria criberrima
- Pedaria cylindrica
- Pedaria decorsei
- Pedaria dellacasai
- Pedaria demeyeri
- Pedaria dentata
- Pedaria dudleyi
- Pedaria durandi
- Pedaria estellae
- Pedaria fernandezi
- Pedaria genieri
- Pedaria gigantea
- Pedaria granulosa
- Pedaria hanae
- Pedaria humana
- Pedaria insularis
- Pedaria intermedia
- Pedaria jacksoni
- Pedaria juhellegrandi
- Pedaria minetti
- Pedaria minima
- Pedaria morettoi
- Pedaria murphyi
- Pedaria nigra
- Pedaria oblonga
- Pedaria ouangoensis
- Pedaria ovata
- Pedaria picea
- Pedaria puncticollis
- Pedaria raffrayi
- Pedaria reichenbachi
- Pedaria renwarti
- Pedaria rohani
- Pedaria rosemariae
- Pedaria segregis
- Pedaria smrzi
- Pedaria spinipennis
- Pedaria spinithorax
- Pedaria spinosa
- Pedaria sudrei
- Pedaria tanganyika
- Pedaria taylori
- Pedaria tenebrosa
- Pedaria tibialis
- Pedaria tuberculigera
- Pedaria walteri
- Pedaria werneri
- Pedaria wittei